# Урюм
Урю́м (рос. Урюм) — селище у складі Чернишевського району Забайкальського краю, Росія. Адміністративний центр Урюмського сільського поселення.

## Населення
Населення — 557 осіб (2010; 575 у 2002).
Національний склад (станом на 2002 рік):
- росіяни — 97 %